# داويد كوستيكي
داويد كوستيكي (بالبولندية: Dawid Kostecki) مواليد 27 يونيو 1981 في جيشوف، بولندا، هو ملاكم محترف بولندي بدأ مسيرته الاحترافية سنة 2001 حيث انتصر في نزاله الأول.

## إحصائيات
خاض خلال مسيرته 41 نزالا، فاز في 39 ولم يتعادل وخسر في 2. فاز بالضربة القاضية في 25 نزالا.

## روابط خارجية
- داويد كوستيكي على موقع بوكس ريك (الإنجليزية) (registration required)